# Пола Вокер
Пола Джин Вокер (англ. Paula Jean Walker; 23 квітня 1986, Лестер, Лестершир) — британська бобслеїстка, пілот боба, виступала за збірну Великої Британії з 2007 до 2014 року. Чемпіонка світу з бобслею серед юніорів. Брала участь у двох зимових Олімпійських іграх у 2010 та 2014 роках.

## Біографія
Пола Вокер народилася 23 квітня 1986 року в місті Лестер, графство Лестершир. Після закінчення школи вирішила йти служити в армію, була зарахована в Королівський корпус зв'язку. Там у віці дев'ятнадцяти років зацікавилася бобслеєм і вирішила спробувати себе в цьому виді спорту, незабаром пройшла відбір в національну команду і приєдналася до збірної Великої Британії в якості пілота. За декілька років зарекомендувала себе лідером жіночої команди.
Завдяки цим вдалим виступам удостоїлася права захищати честь країни на зимових Олімпійських іграх у Ванкувері, боролася за призові місця в програмі жіночих двійок, але за підсумками всіх заїздів посіла лише одинадцяту позицію. На чемпіонаті світу в німецькому Кьонігсзеє, піднялася на четверту місце, що стало найкращим її досягненням у світових першостях. У 2011 році Пола Вокер стала чемпіонкою світу серед юніорів — вперше в історії цих змагань перше місце п'єдесталу дісталося бобслеїстці з Великої Британії.
У 2014 році Вокер брала участь у Олімпійських іграх в Сочі, де фінішувала дванадцятою в програмі жіночих двійок. Незабаром оголосила про завершення спортивної кар'єри, бажаючи більше часу присвятити родині.

## Особисте життя
Пола перебуває у шлюбі з бобслеїстом Джоном Джеймсом Джексоном. 6 червня 2014 року стало відомо, що пара чекає появи свого первістка. В кінці 2014 роки народила дочку, а в травні 2015 року оголосила про завершення спортивної кар'єри, щоб присвятити більше часу сім'ї.